# Mkhambathini
Mkhambathini (officieel Mkhambathini Local Municipality) is een gemeente in het Zuid-Afrikaanse district Umgungundlovu.
Mkhambathini ligt in de provincie KwaZoeloe-Natal en telt 63.142 inwoners. Het gemeentebestuur is gevestigd in Camperdown.

## Hoofdplaatsen
Het nationaal instituut voor de statistiek, Stats SA, deelt sinds de census 2011 deze gemeente in in 35 zogenaamde hoofdplaatsen (main place):
Abebhuzi • Cabazini • Camperdown • Chibini • Egulube • Entsongeni • Esigodini • Esinyameni • Esitingini • Ezimwini • Eziphambathini • Jilafohla • KwaDwengu • Mahlabathini • Makholweni • Manzamnyama • Maqomgoo • Mbila • Mboyi • Mgugu • Mgwenya • Mkhambathini NU • Mpangisa • Mvuyane • Nagle • Ngilanyoni • Nungwane • Ogagwini • Okhalweni • Ophokweni A • Ophokweni B • Oqweqweni • Shayamoya • Simondi • White City.